# Палтовы
Палтовы — дворянский род.
Предок рода Палтовых, Михаил Юрьев, по грамоте Государя Царя и Великого Князя Алексия Михайловича 20 марта 1669 года, за службу пожалован вотчиною в Нижегородском уезде, оставшеюся за сыном его, стольником Иваном, и от него переходившею наследственно к потомкам сего рода, которые, владея также и другими имениями, служили Российскому Престолу в военной и гражданской службе. Вотчинная грамота пожалована в 1625 году.
Определениями временного присутствия Герольдии от 31 августа 1845 г. и 21 февраля 1846 года и Правительствующего Сената от 10 марта 1871 года, род Палтовых утверждён в древнем дворянском достоинстве с внесением в шестую часть дворянской родословной книги Калужской губернии.

## Описание герба
В горностаевом щите червлёный, с чёрными глазами и языком орёл, держащий в когтях правой лапы лазоревый меч с золотой рукояткой, а в когтях левой — лазоревый длинный крест. Над орлом лазоревая пятиконечная звезда.
Над щитом дворянский шлем с короной. Нашлемник: два соединённых вместе горностаевых орлиных крыла, на них лазоревая пятиконечная звезда. Намёт: червлёный, подложенный горностаем. Девиз: «MEMOR SUM BONORUM» червлёными буквами на серебряной ленте. Герб Палтова внесён в Часть 13 Общего гербовника дворянских родов Всероссийской империи, стр. 31.

## Известные представители
- Палтов Иван Михайлович — стряпчий (1692), стольник (1692).
- Палтов Михаил Михайлович — стряпчий (1692), стольник (1692)[2].
- Палтов, Александр Александрович (1867 — ?) — чиновник Министерства путей сообщения, камергер, с 3 мая по 20 ноября 1918 года товарищ (заместитель) министра иностранных дел Украинской державы, личный политический советник гетмана Скоропадского
- Палтов, Сергей Ильич (1843—1917) — русский военно-морской деятель, генерал флота.